# Chrysosoma alboguttatum
Chrysosoma alboguttatum är en tvåvingeart som beskrevs av Octave Parent 1930. Chrysosoma alboguttatum ingår i släktet Chrysosoma och familjen styltflugor. Inga underarter finns listade i Catalogue of Life.